# Chaosdagen

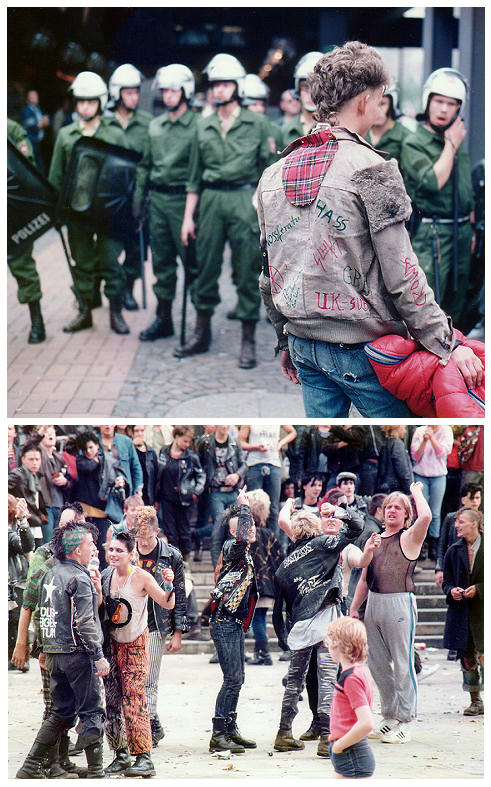
Punkers in Hannover tijdens de chaosdagen van augustus 1984.

De chaosdagen (Duits: Chaostage; Engels: chaos days) vormden gedurende de jaren 1980, de jaren 1990 en de vroege millenniumjaren een reeks sociale evenementen waarbij Europese punkers in grote aantallen bij elkaar kwamen in grote steden. Naast punkers waren er ook andere geïnteresseerden aanwezig, waaronder skinheads en radicaal-linkse activisten (met name autonomen, krakers en anarchisten), maar soms ook hooligans en andere relschoppers. Bij de grootste edities van de chaosdagen waren honderden tot duizenden mensen aanwezig.
De chaosdagen gingen soms gepaard met destructieve rellen en gewelddadige gevechten met de politie en tussen de aanwezige groepen onderling. Deze rellen kregen veel aandacht in de (inter)nationale media. Er werden bij zulke rellen vaak veel arrestaties verricht om verdere escalatie te voorkomen, maar er werden relatief weinig mensen veroordeeld.
De evenementen duurden meestal twee of drie dagen en vonden jaarlijks plaats tijdens het eerste weekend van augustus. Hoewel de chaosdagen in principe een internationaal fenomeen waren, is de term onlosmakelijk verbonden met de (West-)Duitse punkbeweging, waar de chaosdagen hun oorsprong kennen.

## Geschiedenis

### Jaren 80
In 1982 kwamen Duitse punkers in de weekenden bij elkaar in Wuppertal. De aanleiding hiervoor was een poging van het stadsbestuur om de punkers die daar woonden te verbieden om zich in groepen in het stadscentrum te begeven. Vanaf dat moment kwamen er ook punkers van buiten de stad naar Wuppertal om bijeen te komen. Deze bijeenkomsten werden de Wuppertaler Punk-Treffs (Nederlands: Wuppertalse punkontmoetingen) genoemd. Uiteindelijk liep dit uit op straatgevechten tussen punkers en de politie. Deze bijeenkomsten worden gezien als de voorlopers van de chaosdagen.
De eerste "officiële" chaosdagen vonden plaats van 1 tot en met 3 juli in 1983 in Hannover in de Duitse deelstaat Nedersaksen en waren gericht tegen een gepland "punker-dossier" (Duits: Punker-Kartei) van de politie. Dit dossier, dat werd in 1982 bijgehouden door de politie in Hannover, bevatte de gegevens van punkers en skinheads om zo een overzicht te krijgen van de punkscene in Hannover en om een gevreesde bedreiging voor de openbare veiligheid en orde tegen te gaan. Het aanvankelijke doel van de chaosdagen was om zoveel mogelijk punkers bij elkaar te krijgen, zodat het dossier onbruikbaar zou worden.
De term "chaosdagen" was rond deze tijd al bekend. Tijdens een concert in Bad Honnef riep de Amerikaanse punkzanger Jello Biafra van de band Dead Kennedys op 16 december 1982 punkers op om naar de chaos days in Hannover te gaan en daar te protesteren tegen de plannen voor het dossier, waarin leden van bepaalde subculturen zouden worden geregistreerd, zelfs als ze niet betrokken waren bij een misdrijf.
Ook in 1984 en 1985 kwamen grote groepen punkers en andere jongeren samen in Hannover, deze keer steeds tijdens het eerste weekend van augustus. Deze bijeenkomsten werden aanvankelijk aangekondigd onder het motto "Punks & Skins United". Het idee achter deze motto slaagde uiteindelijk niet, omdat hier veel neonazistische en andere extreemrechtse skinheads op af kwamen, wat zorgde voor een botsing met de linkse punkers. Het gevolg hiervan waren gewelddadige conflicten waren tussen punkers en skinheads in het stadscentrum van Hannover in 1984. Na deze confrontaties dat jaar trokken de punkers zich terug op het terrein van het UJZ Glocksee, een onafhankelijk jeugdcentrum in Hannover, waar ze werden omringd door de politie. Toen de politie traangas op de binnenplaats van het gebied gebruikte, werd het café van de UJZ Glocksee in de daaropvolgende paniek vernietigd door de punkers. De stad betaalde het jeugdcentrum 59.000 Duitse mark (ruim 30.000 euro) voor de bekostiging van de herbouw van het café.
Na de gebeurtenissen van 1984 en 1985 nam de interesse in de oorspronkelijke chaosdagen af. De activiteiten van de Anarchistische Pogo-Partei Deutschlands (APPD), een anarchistische partij uit Hannover die een belangrijke rol speelde bij de organisatie van de vroege chaosdagen, kwamen na 1984 tot stilstand, en zouden pas midden jaren 90 weer worden opgepakt.
Sinds het midden van de jaren 80 raakte de term chaosdagen in zwang en werd het gebruikt voor meerdere grote en kleine punkbijeenkomsten, die naast de naam vaak niet veel gemeen hadden met de oorspronkelijke chaosdagen. Voor 1989 waren de zogenoemde "internationale chaosdagen" gepland, die echter weinig succes hadden.

### Jaren 90
Nadat het vanaf 1985 grotendeels stil was geworden, begonnen in Hannover in de zomer van 1994 en 1995 de chaosdagen van de jaren 90, tien jaar na de laatste grootschalige chaosdagen. Deze chaosdagen werden gekenmerkt door de soms gewelddadige botsingen van punkers en lokale jeugd met de politie. De chaosdagen van 1995 worden gezien als de meest gewelddadige van alle chaosdagen.
Op 6 en 7 augustus 1994 vonden de chaosdagen in Hannover weer plaats. De eerste nacht trok een groep van 400 punkers door de stad, waarvan er 90 werden aangehouden. Na afloop van een punkconcert op de tweede dag richtten ruim 300 jongeren vernielingen aan in de stad. De politie hield uiteindelijk 250 jongeren aan. Ook in Bremen gingen punkers de straat op.
Tijdens de chaosdagen van 4 tot 6 augustus 1995 in Hannover braken er straatgevechten uit tussen ongeveer 2500 deelnemers en hoogstens 3500 politieagenten. Tijdens het gebeuren raakten ongeveer 400 mensen gewond, waaronder 180 politiemensen. 220 bezoekers van deze chaosdagen werden later beschuldigd van verschillende misdrijven. Een supermarkt in de stad werd geplunderd door punkers en er werd bier gestolen. De schade bedroeg zo'n 40.000 Duitse mark (ruim 20.000 euro). Tijdens de nacht van donderdag op vrijdag, respectievelijk 3 en 4 augustus, werden er al 62 punkers aangehouden voor verschillende redenen. Het werd 200 punkers verboden om rond het station te verblijven. In de nacht van 4 en 5 augustus waren er al 94 agenten gewond geraakt en 630 mensen gearresteerd. Op 5 augustus 1995 werden de chaosdagen verplaatst naar wijk Linden-Nord, waar tegelijkertijd het openluchtfestival Fährmannsfest Hannover plaatsvond. Nadat het onjuiste gerucht dat er gratis bier te halen zou zijn was verspreid, gingen veel punkers naar het festival. De situatie escaleerde en het festival werd uiteindelijk bestormd door de oproerpolitie. Dit jaar werden de chaosdagen voor het eerst door de rechter verboden. De politie had in tijdens de chaosdagen volgens eigen gegevens een zogenoemde de-escalatiestrategie opgesteld, die echter het tegenovergestelde effect veroorzaakte, zodat de toenmalige Nedersaksische premier Gerhard Schröder en Gerhard Glogowski, diens minister van Binnenlandse Zaken, zich landelijk moesten verantwoorden voor de gekozen strategie. Vanuit de politievakbonden kwam veel kritiek op Glogowski, die volgens hen de verkeerde tactiek had toegepast en in hun ogen zelfs zou moeten aftreden, wat uiteindelijk niet gebeurde. De totale kosten van de politie-inzet bedroegen zo'n tien miljoen Duitse mark (ruim vijf miljoen euro). Elders in het land, zoals op het Waddeneiland Sylt, werden ook chaosdagen gehouden, ofschoon deze wel kleinschaliger waren dan die in Hannover.
In 1996, tijdens het eerste weekend van augustus, was er in Hannover een ongekend grote hoeveelheid agenten aanwezig: meer dan duizend agenten die als opdracht hadden om elke poging tot het organiseren van nieuwe chaosdagen de kop in te drukken. Dit lukte moeiteloos, voornamelijk vanwege het feit dat de slecht georganiseerde punkers met enkele honderden waren. Men sprak dit jaar ook wel over Ordnungstagen (Nederlands: ordedagen) in plaats van chaosdagen. Omdat de politie de stad volledig onder controle had, weken de meeste punkers uit naar de nabije stad Bremen, dat ten noordoosten ligt van Hannover. Op 2 augustus raakten hier al 6 agenten gewond, werd een politieauto in brand gestoken en werden er 74 punkers gearresteerd. De dag daarop, op 3 augustus, werden er nog eens ongeveer 70 mensen opgepakt na een confrontatie tussen de jongeren en de politie.

### Millenniumjaren en de jaren 10
In het kader van de Expo 2000, de eerste Duitse wereldtentoonstelling, werden de chaosdagen opnieuw aangekondigd in Hannover, waar de Expo 2000 ook zou plaatsvinden. De chaosdagen voldeed ondanks de aanzienlijk grote media-aandacht niet aan de afmetingen van de chaosdagen van 1995. Desondanks waren er veel jonge mensen in de stad ten tijde van de Expo aanwezig en er werden enkele honderden arrestaties verricht door de politie, vooral op het bezette terrein van de voormalige chocoladefabriek Sprengel. In totaal werden 243 mensen op zaterdag en zondag in hechtenis genomen en twee agenten raakten gewond. Na het snelle optreden van de politie verschoof een deel van de activiteiten zich weer naar Bremen, waar een groep van 80 punkers tezamen was gekomen. Hier werden nog eens 28 mensen door de politie gearresteerd.
Van 3 tot 5 augustus 2001 werden de chaosdagen in Cottbus en Dortmund aangekondigd. In Cottbus kwamen relatief weinig jonge mensen bijeen, ondanks dat er van tevoren via het internet wekenlang werd opgeroepen om naar Cottbus te komen. Volgens rapporten werden in Cottbus 58 mensen tijdelijk vastgehouden. De politie heeft daar een groep van ongeveer 70 punkers belet naar het stadscentrum te gaan. Over het algemeen bleef het er rustig. In Dortmund kwamen ongeveer 700 punkers bijeen, van wie meer dan 500 werden gearresteerd na confrontaties met de politie. Een agent raakte gewond. De politie greep naar eigen zeggen massaal in om verdere escalatie te voorkomen.
In het jaar 2002 zouden de chaosdagen van 2 tot 4 augustus in München moeten plaatsvinden, als protest tegen de CSU-kandidaat Edmund Stoiber. De politie van München reageerde op de aankondiging met een zero-tolerance-aanpak. Er kwamen echter nauwelijks punkers opdagen, zodat de chaosdagen werden geannuleerd. Een speciaal decreet verbood alle "acties die te maken hebben met de chaosdagen".
Van 5 tot 7 augustus 2005 vonden de chaosdagen weer plaats in Hannover. Ongeveer 300 tot 500 punkers kwamen samen in de stad. De politie nam bijna 90 punkers in hechtenis op vrijdag 5 augustus. Tijdens een verkiezingsevenement van de Anarchistische Pogo-Partei Deutschlands op 6 augustus op het Kröpcke, een plein in de binnenstad van Hannover, voerde de politie een strikt alcoholverbod in. Na rellen in het stadscentrum en bij de Leibniz-Universiteit van Hannover doekte de politie het evenement op en nam enkele aanwezigen voor korte tijd in hechtenis.
Op 9 juni 2007 kwamen ongeveer 200 punkers, skinheads en autonomen bij elkaar in Elberfeld (in Wuppertal) om het 25-jarige jubileum van de chaosdagen te vieren. Ongeveer 300 politieagenten werden ingezet en er werden uiteindelijk 47 punkers gearresteerd. Een agent en verschillende punkers raakten gewond.
Van 10 tot 14 oktober 2012 vonden de "internationale chaosdagen" plaats in Karlsruhe. In die tijd vond op het terrein van een voormalig slachthuis een vreedzaam concert plaats van de punkband Slime, dat werd bijgewoond door ongeveer 300 mensen. Al in de late namiddag en in de vroege avonduren hadden zich rond de 60 punkers verzameld op de ontmoetingsplek en zich rustig gevestigd. Tijdens de latere arrestaties van 71 punkers, die gedeeltelijk tot de volgende dag duurde, gebruikte de politie onder andere peperspray. Volgens de politie bleven de evenementen in het centrum vanwege de grote aanwezigheid van de politie redelijk rustig. Potentiële rellen konden daardoor vroegtijdig worden voorkomen en strafbare feiten werden snel ontdekt, waardoor in bijna alle gevallen de verdachten konden worden gearresteerd en vervolgd.
In 2013 werden de chaosdagen in het eerste weekend van juli in Heidelberg georganiseerd. Er waren echter veel minder deelnemers dan aanvankelijk werd verwacht. Tegelijkertijd werd de politie van Hannover gemobiliseerd in het eerste weekend van augustus. In Hannover vond op de eerste zaterdag van augustus een concert van enkele Duitse punkbands plaats.

## De chaosdagen in andere landen

### Nederland
In Amsterdam werden in 1997 de enige noemenswaardige chaosdagen van Nederland georganiseerd. Deze werden aangekondigd op het internet en in Amsterdam zelf met aangeplakte affiches. Er werd opgeroepen tot acties als het Paleis op de Dam lila schilderen en het platbranden van politiebureaus, wat aanvankelijk tot onrust leidde. Geen van de aangekondigde acties zijn uiteindelijk werkelijkheid geworden. De chaosdagen waren door Duitse autonomen speciaal van Hannover naar Amsterdam verplaatst naar aanleiding van de Eurotop van 1997. De chaosdagen vonden plaats rond 13 juli dat jaar. Er waren veel buitenlandse bezoekers aanwezig, met name Duitsers.
Ongeveer honderdvijftig tot driehonderd bezoekers brachten in de avond van 13 juli vernielingen aan in de binnenstad van Amsterdam, ondanks dat het evenement eerder die dag rustig was begonnen. De groep demonstranten, bestaande uit punkers, anarchisten, autonomen en andere jongeren, vernielde onder andere vlaggenmasten, autoruiten en de ramen van het Franse consulaat. De groep trok vervolgens van de Nieuwmarkt naar de Utrechtsestraat, met de intentie naar het Frederiksplein te lopen, waar op 14 en 15 juli de Eurotop plaatsvond. De Amsterdamse politie reageerde hierop door agenten in burgerkleding en de ME in te zetten, die op die dag minstens veertien demonstranten arresteerden. Meerdere getuigen en bronnen geven aan dat de politie hardhandig optrad. Later verklaarde de politie dat er 17 arrestaties waren verricht, hoewel ooggetuigen uitgingen van ongeveer 50 arrestaties. De groep verspreidde zich weer in wat kleinere groepen naar de Nieuwmarkt, het Weteringplantsoen en het Museumplein. Groepen demonstranten die later die avond rondliepen werden begeleid door de politie.
Deze demonstratie van de chaosdagen stond in het kader van de grotere "Euromars", een protestmars in Amsterdam tegen de Eurotop. De organisatoren van de mars pleitten voor een socialer beleid van de Europese Unie. Veel van deze demonstranten kwamen uit West-Europa, met name Spanje, Frankrijk en Duitsland. De punkers en radicalen demonstreerden vooral tegen de Europese Unie op zich, die volgens hen een "Europees machtsblok" zou willen vormen.
De gebeurtenissen in Amsterdam zijn moeilijk te vergelijken met de Duitse chaosdagen. Hoewel de traditionele chaosdagen meerdere dagen duurden, duurden de Amsterdamse chaosdagen van 1997 slechts een dag. De toenmalige commandant van het vredesdetachement, een speciale politie-eenheid die werd ingezet voor de demonstraties en protesten rond de Eurotop en ook wel de delta-eenheid werd genoemd, verbaasde zich over het feit dat er in verhouding met de aanvankelijke verwachtingen zo weinig activiteit was rond de chaosdagen en de georganiseerde protesten naar aanleiding van de Eurotop in het algemeen. De aandacht voor het evenement verminderde na het harde en snelle optreden van de politie en vanwege de talloze andere demonstraties die tijdens de rest van die week in Amsterdam werden gehouden. Daarnaast waren er relatief gezien beduidend minder punkers aanwezig, en vooral links-radicale activisten in plaats daarvan. Muziek speelde in tegenstelling tot de Duitse varianten geen rol bij deze chaosdagen.

### Verenigde Staten
Er zijn meerdere plannen geweest voor chaosdagen in de Verenigde Staten, waarvan alleen de editie van 1995 in San Francisco is gelukt, hoewel deze niet aan de verwachtingen voldeed.
In de Verenigde Staten werden naar voorbeeld van de Duitse chaosdagen in 1995 de "Chaos Days USA" georganiseerd in de San Francisco Bay Area in de Amerikaanse staat Californië rond dezelfde tijd dat de chaosdagen in Hannover plaatsvonden, namelijk 4 tot 6 augustus. Deze chaosdagen bleken niet succesvol te zijn. Volgens een internationaal punkzine is dit te wijten aan de "slechte reclame en de nog slechtere organisatie, het gebrek aan solidariteit van de punkbeweging en het feit dat er van tevoren geen activiteiten waren gepland".
In 1995 werden er al plannen gemaakt voor de Amerikaanse chaosdagen van 1996, die in Eugene in de staat Oregon zouden moeten plaatsvinden. Er werd gesproken over een zestigtal concerten van bands die zowel punk als andere genres bespelen en er zouden punkgerelateerde "workshops" aanwezig zijn. Deze chaosdagen zouden plaatsvinden van 2 tot en met 10 augustus dat jaar en werden van tevoren omschreven als de grootste punkbijeenkomst in Noord-Amerika ooit. Uiteindelijk werd dit geannuleerd. Het evenement ging in gewijzigde vorm verder onder de naam "Resist and Exist". Hier kwamen zo'n 500 tot 1000 punkers op af. De protesten en demonstraties die eind jaren 90 in Eugene in het kader van de internationale Carnival Against Capital-demonstratie werden gehouden werden soms ook wel chaosdagen genoemd, maar hadden hier niets mee te maken.

### Frankrijk
Hoewel in Frankrijk geen chaosdagen zoals in andere landen werden georganiseerd, werd er in navolging van de vroege Duitse chaosdagen van 1982 en 1983 wel een punkfestival georganiseerd dat werd gepromoot als het "Chaos Festival". Deze vond plaats op 20 oktober 1984 in Orléans. Het festival was een eenmalig evenement dat werd georganiseerd door de organisatie/platenmaatschappij Chaos Productions, dat bij deze gelegenheid zijn tweejarige bestaan vierde. De bands die op het festival speelden waren de Franse lokale punkbands Sub Kids, Kidnap, Collabos, Reich Orgasm, Komintern Sect, Trotskids en Camera Silens, waarvan de meesten bij het Chaos-label speelden. Hoewel het festival niet opnieuw gehouden werd en er verder geen echte chaosdagen plaatsvonden, stimuleerde het festival wel de toenmalige lokale punkbeweging in Frankrijk.

## Nalatenschap

### Muziek
De chaosdagen zijn in de loop der jaren een populair onderwerp geworden in de teksten van veel Duitse punkbands. Enkele toonaangevende of belangrijke werken worden hieronder toegelicht.
- In 1996 bracht Highdive Records het compilatiealbum Chaostage: Grüße aus Hannover uit. Het album bevat hoofdzakelijk punkbands uit Hannover en nummers over de chaosdagen.[46]
- De Duitse punkband Terrorgruppe bracht in 1996 het nummer "Wochenendticket" uit, dat op meerdere albums van de band te horen is. (Een Wochenendticket is een type treinkaartje dat veel punkers gebruikten om door Duitsland te reizen tijdens de chaosdagen.)[47]
- In het nummer "Motherfucker 666" uit 1996 van de Duitse punkband Die Ärzte, dat voor het eerst verscheen op het album Le Frisur, worden de chaosdagen genoemd: "Ich scheiße auf die Chaos-Tage und auf das System"; Nederlands: "Ik spuug op de chaosdagen en op het systeem".[48]
- In het nummer "Chaos Days" van I Against I, dat alleen is verschenen op de ep Top of the World uit 1997, levert de Nederlandse punkband kritiek op de chaosdagen, waarschijnlijk naar aanleiding van de chaosdagen die enkele maanden voor de uitgave van Top of the World plaatsvonden in Amsterdam.[49]
- De Duitse punkband S.I.K. bracht in 1998 het studioalbum Keine Frage uit met daarop het nummer "Chaostage". De tekst van het nummer verwijst expliciet naar de gewelddadige confrontaties tussen de punkers en de politie tijdens chaosdagen van 1995. Het nummer verscheen ook op het compilatiealbum Party Bis Zum Untergang ...Aber, Der Kult Geht Weiter Vol. II.[50]
- De Duitse poppunkband Überflüssig bracht in 1999 de ep Chaostage Hannover 1996 uit. De titeltrack "Chaostage 96" (soms "Chaostage") is later verschenen op het studioalbum Totengräber Boogie, het livealbum HerneRockCity: Live en enkele compilatiealbums van verschillende platenlabels.[51]
- Voor de chaosdagen tijdens Expo 2000 maakte de Duitse punkband Knochenfabrik het nummer "Expo 2000". Deze versie van het nummer is niet op een album vertegenwoordigd. Het werd opnieuw opgenomen door de punkband Casanovas Schwule Seite, die het liet uitgeven op het album Das Rock'n'Roll Imperium schlägt zurück uit 2002.[52]
- In 2000 werd het compilatiealbum Die Besten Tage Aller Zeiten: Chaostage 10.7.-6.8. uitgegeven door Plastic Bomb Records. De cd werd gratis weggegeven bij elk exemplaar van de 31ste editie van het magazine Plastic Bomb.[53]
- In 2016 verscheen het nummer "Choastage94" op het album Der van de Duitse punkband Wizo.[54]

### Film
- Het Medienwerkstatt Linden (Nederlands: Media-atelier Linden) heeft videodocumentatie van de chaosdagen van 1984 in Hannover verzameld op de VHS-band Chaos Tag 84, waarop zwart-witbeelden te zien zijn van enkele gebeurtenissen, waaronder de gevechten tussen punkers en extreemrechtse skinheads, evenals live videomateriaal van optredens van vier lokale punkbands.[55] Naast de Super 8-video's van de Duitse punkmuzikant Wolfgang Wendland uit 1983 en 1984 en het videomateriaal dat in 1983 is gemaakt door de Duitse openbare omroep Norddeutscher Rundfunk is deze film waarschijnlijk de enige bekende videodocumentatie van de chaosdagen van de jaren 80.[56][57][58]
- In 1996 kwam de film Chaostage: Krieg der Welten in omloop, die al snel een cultstatus verkreeg in de punkbeweging. De film bestaat uit verschillende fragmenten van nieuwsprogramma's en verschillende speelfilms.[59] De film wordt soms ook Chaostage: Kampf der Welten genoemd.[60] De titel verwijst naar het verhaal The War of the Worlds van Herbert George Wells.
- In 2007 werd de anthologiefilm Chaostage: We are Punks! gefilmd door regisseur Tarek Ehlail. Diverse punkers die ook betrokken waren bij de echte chaosdagen spelen een rol in de film. De film richt zich niet zozeer op historische feiten, maar meer op de plot van het verhaal. De film ging in première op 3 oktober 2008 in Hannover.[61] De gelijknamige soundtrack met veel verwijzingen naar de bijeenkomsten werd vanwege het nummer "Wir wollen keine Bullenschweine" van Slime geclassificeerd als "gevaarlijk voor de jeugd". Tijdens een punkconcert op de dag van de première waren er opnieuw botsingen tussen punks en de politie in Hannover.

### Theater
- Op 9 december 2017 ging het theaterstuk Chaostage: Der Ausverkauf geht weiter in première in de schouwburg van Hannover. Regisseur Ulrike Günther nam een dertigtal interviews af met onder andere punkers en sociologen om een goed beeld van het onderwerp neer te kunnen zetten. De première van het stuk was uitverkocht.[62] Karl Nagel, politicus van de Anarchistische Pogo-Partei Deutschlands en een van de organisatoren van de vroege chaosdagen, had kritiek op het theaterstuk en noemde het onder andere "saai".[63]

## Gebruik van de term
In het Nederlands wordt de term "chaosdagen" (soms ook wel geschreven als "chaos-dagen") in de media uitsluitend gebruikt om te verwijzen naar de evenementen die plaatsvonden in Nederland en Duitsland.
In de Duitse media wordt "Chaostage" ook gebruikt voor turbulente of ongebruikelijk sociaal-politieke gebeurtenissen van allerlei aard die geen verband houden met de punkbeweging. Voorbeelden hiervan zijn berichtgeving over coalitiecrises, de leiderschapscrisis bij de Deutsche Bank, de Griekse staatsschuldencrisis, een AfD-partijcongres en de G8-top in Genua.

## Kritiek
Van de conservatief-burgerlijke kant in de samenleving werden vooral de vroegere chaosdagen puur gezien als rellen, geweldpleging en vandalisme. Er zouden nauwelijks politiek doelen in het protest te herkennen zijn en de politieke demonstraties zouden slechts een excuus zijn om geweld te kunnen plegen. Tegenstanders van deze visie wijzen erop dat vandalen en geweldplegers die bij de chaosdagen aanwezig waren geen "echte" punkers zouden zijn, maar relschoppers die alleen voor het geweld kwamen.
Ook van de alternatieve en linkse bewegingen kwam kritiek. De chaosdagen werden onder andere bekritiseerd vanwege de Bürgerschreck-mentaliteit (het provoceren van de gevestigde orde), die de gewone burgers bang maakte. Tevens werden de chaosdagen bekritiseerd vanwege het veronderstelde gebrek aan inhoud en strategie. De evenementen trokken vaak gewelddadige jongeren aan die niks te maken hadden met de politieke ideeën achter de chaosdagen, maar ook punkers die alleen naar de chaosdagen kwamen voor de muziek en cultuurbeleving en geen interesse hadden in het behalen van politieke doelen.

### Kritiek op de media
Veel aanwezigen, punkers en andere sympathisanten stellen dat de nationale media overdreven en partijdig hebben gereageerd op de gebeurtenissen tijdens de chaosdagen. Dit had soms een zichzelf versterkend effect, omdat vanwege bepaalde sensationele berichtgeving jongeren met de pure intentie om te rellen naar de chaosdagen kwamen nadat ze hierover hadden gehoord van de media. De media beschreven de chaosdagen in de jaren 90 als vergelijkbaar met een "burgeroorlog" en beschuldigden de punkers in sommige gevallen van nazistische uitingen.